# Colonia el Porvenir, Veracruz
Colonia el Porvenir är en ort i Mexiko.   Den ligger i kommunen Misantla och delstaten Veracruz, i den sydöstra delen av landet, 240 km öster om huvudstaden Mexico City. Colonia el Porvenir ligger 485 meter över havet och antalet invånare är 126.
Terrängen runt Colonia el Porvenir är kuperad åt nordväst, men åt sydost är den bergig. Terrängen runt Colonia el Porvenir sluttar norrut. Runt Colonia el Porvenir är det ganska tätbefolkat, med 124 invånare per kvadratkilometer. Närmaste större samhälle är Misantla, 6,0 km norr om Colonia el Porvenir. Omgivningarna runt Colonia el Porvenir är en mosaik av jordbruksmark och naturlig växtlighet.